# جيوفاني ايسبوسيتو
جيوفاني ايسبوسيتو (بالإيطالية: Giovanni Esposito)‏ هو ممثل إيطالي، ولد في 14 يونيو 1970 في إيطاليا.

## أعمال

### أفلام
- (2012) إلى روما مع الحب[2]

## وصلات خارجية
- جيوفاني ايسبوسيتو على موقع IMDb (الإنجليزية)
- جيوفاني ايسبوسيتو على موقع روتن توميتوز (الإنجليزية)
- جيوفاني ايسبوسيتو على موقع ألو سيني (الفرنسية)
- جيوفاني ايسبوسيتو على موقع أول موفي (الإنجليزية)
- جيوفاني ايسبوسيتو على موقع قاعدة بيانات الفيلم (الإنجليزية)
- جيوفاني ايسبوسيتو على موقع كينوبويسك (الروسية)